# Ivan Chvatík
Ivan Chvatík (* 15. září 1941 Olomouc) je český filozof, editor a překladatel.

## Život
Po maturitě (1958) vystudoval Fakultu jaderné a technické fyziky ČVUT (Ing. 1964) a poté působil v oddělení logiky počítačů v podniku Aritma (1964–1967). V letech 1967–1989 pracoval jako vedoucí technického oddělení výpočetního střediska Továren strojírenské techniky v Praze.
Od roku 1969 byl externím aspirantem na FF UK u prof. Jana Patočky. Po Patočkově nuceném odchodu z univerzity v roce 1972 aspiranturu přerušil a organizoval Patočkovy bytové semináře a přednášky. Po Patočkově smrti roku 1977 ukryl jeho písemnou pozůstalost a začal ji se spolupracovníky zpracovávat. Do roku 1989 vydal v samizdatu 27 svazků Archivního souboru prací Jana Patočky (v roce 1990 za to obdržel s Pavlem Koubou, Miroslavem Petříčkem, Radimem Paloušem a Janem Vítem Cenu ČSAV za rok 1989).
Na začátku 80. let organizoval tajný převoz fotokopií Patočkových rukopisů do Vídně, kde tak při Institutu pro vědy o člověku (Institut für die Wissenschaften vom Menschen, IWM) mohl roku 1984 vzniknout Archiv Jana Patočky zpřístupňující Patočkovy rukopisy západoevropským a americkým badatelům a překladatelům.
V roce 1983 začal Chvatík překládat klíčové dílo M. Heideggera Bytí a čas. Spolu se skupinou oponentů (Jiří Němec, Pavel Kouba, Miroslav Petříček) vydával text překladu postupně jako samizdatové sešity; do roku 1989 vydal 17 sešitů, celá kniha byla publikována roku 1996. Zároveň překládal další Heideggerovy texty, vedl také bytový seminář věnovaný četbě Heideggerova Bytí a času.
V lednu 1990 založil s Pavlem Koubou Archiv Jana Patočky při Filosofickém ústavu ČSAV a od té doby také řídí vydávání Patočkových děl. Od podzimu 1993 je spoluředitelem Centra pro teoretická studia, společného pracoviště UK a AV ČR, jehož je Archiv Jana Patočky součástí.
Od jara 1990 byl rovněž vládním zmocněncem pro založení Středoevropské univerzity. Až do zrušení její pražské pobočky pracoval jako tajemník Pražské nadace pro Středoevropskou univerzitu.

## Ocenění
- 1990: Cena ČSAV
- 1997: Pamětní medaile Jana Patočky[2]
- 2008: Čestný doktorát Univerzity Karlovy
- 2020: Titul emeritního vědeckého pracovníka AV ČR[3]
- 2020: Cena VIZE 97[4]

## Dílo

### Vlastní texty
- Úsilí rozumět. Filosofické klopýtání od Patočky k Platónovi (sborník studií), Praha (Vize 97) 2020
- Příběhy slavných vil renesančního Říma (s J. Máchalovou), Praha (Filosofia) 2019

### Edice
- Archivní soubor prací Jana Patočky (samizdat, 1977–1989, 27 sv.)
- Sebrané spisy Jana Patočky (ΟΙΚΟΥΜΕΝΗ, Praha 1996–dosud, 19 sv.)

### Překlady
- M. Heidegger: Co je metafyzika, Praha (ΟΙΚΟΥΜΕΝΗ) 1993
- M. Heidegger: Konec filosofie a úkol myšlení, Praha (ΟΙΚΟΥΜΕΝΗ) 1993
- M. Heidegger: Básnicky bydlí člověk, Praha (ΟΙΚΟΥΜΕΝΗ) 1993
- M. Heidegger: Bytí a čas, Praha (ΟΙΚΟΥΜΕΝΗ) 1996
- M. Heidegger: Aristotelova Metafyzika IX,1–3, Praha (ΟΙΚΟΥΜΕΝΗ) 2001
- M. Heidegger: Anaximandrův výrok, Praha (ΟΙΚΟΥΜΕΝΗ) 2012
- M. Heidegger: Původ uměleckého díla, Praha (ΟΙΚΟΥΜΕΝΗ) 2016
- M. Heidegger: Nač básníci?, Praha (ΟΙΚΟΥΜΕΝΗ) 2017
- M. Heidegger: Hegelovo pojetí zkušenosti, Praha (ΟΙΚΟΥΜΕΝΗ) 2019